# The Silence Sellers
The Silence Sellers er en amerikansk stumfilm fra 1917 af Burton King.

## Medvirkende
- Olga Petrova som Laura Sutphen
- Mahlon Hamilton som Donald Loring
- Wyndham Standing som Von Kolnitz
- Violet Reed som Sue Schuyler
- Charles Dungan som John Sutphen